# 당나라의 서돌궐 원정
당나라의 서돌궐 원정은 중국 서돌궐에 대한 당나라의 군사 작전으로  7세기 동안 지속된 일련의 정벌 전쟁이었다. 초기의 군사 충돌은 당나라가 동돌궐과 서돌궐 사이의 경쟁에 개입하여 양측을 모두 약화시키려 했던 전략의 결과였다.
당 태종(唐太宗) 시기, 서역에서의 원정이 시작되었으며, 640년에는 고창국(高昌), 644년과 648년에는 카라샤르(Karasahr, 焉耆), 그리고 648년에는 쿠차(Kucha, 龜茲)가 정벌되었다. 이후 서돌궐과의 전쟁은 당 고종(唐高宗) 시대에도 계속되었으며, 657년 당나라 장군 소정방이 서돌궐의 아쉬나 헤루(阿史那賀魯) 가한을 격파하면서 칸국은 당나라에 병합되었다. 657년 원정이 끝날 무렵, 당나라는 역사상 가장 넓은 영토를 차지하게 되었다. 서돌궐은 670년과 677년에 타림 분지를 되찾기 위해 반격을 시도했으나 당군은 이를 격퇴하였다. 당나라와 서돌궐은 이후에도 지속적으로 충돌했고, 712년 돌궐 제2제국이 서돌궐 지역을 병합하면서 이 전쟁도 끝나게 되었다.
당나라의 지배 아래 들어간 지역들은 당나라의 문화적 영향을 받았으며, 해당 지역에 주둔한 튀르크계 당나라 병사들의 영향을 받아 튀르크 문화 또한 퍼졌다. 또한 당나라의 원정으로 인해 튀르크계 민족이 신강 지역으로 더 많이 이주하면서 중앙아시아에서 인도유럽계 민족의 영향력이 점차 감소하였다. 당나라의 서돌궐 원정 이후 서돌궐 이외에도 우마이야 왕조, 토번, 그리고 당나라가 중앙아시아의 패권을 두고 경쟁했으며, 이러한 세력 다툼은 10세기 당나라가 멸망할 때까지 계속되었다.